# 庄司永建
庄司 永建（しょうじ えいけん、1923年（大正12年）7月6日 - 2015年〈平成27年〉9月15日）は、日本の俳優。本名：庄司 永建（しょうじ ながたけ）。娘はフリーアナウンサーの庄司麻由里。
山形県出身。上智大学卒業。

## 来歴・人物
1948年（昭和23年）、民衆芸術劇場附属養成所を経て劇団民藝に入り、俳優デビュー。1970年（昭和45年）に民藝を退団してフリーとなる。プロダクションエムスリーを経て、希楽星に所属していた。
日活時代に3度共演した石原裕次郎の信任が厚く、『西部警察』での捜査係長・二宮武士警部補役が当たり役となる。
晩年は俳優業以外にも山形の民話の語り部として、故郷で毎年民話を伝承していた。『西部警察』降板後も精力的に俳優を続け、さまざまなドラマに出演し、悪人から善人まで幅広い役柄を演じた。その活動は年齢を重ねても衰えることなく、2012年に大河ドラマ『平清盛』に出演するなど、80歳を超えても現役として活躍した。
2007年（平成19年）2月に長年連れ添った愛妻を胃癌で亡くしたが、2014年11月15日放送の『爆報! THE フライデー』（TBSテレビ）に、娘の麻由里と共にVTR出演して矍鑠（）たる佇まいを見せた。
2015年9月15日、膵臓癌のため死去。92歳没。戒名は永徳院禅覚建優居士。
特技は、剣道、スキー。

## 出演作品

### 映画
- ぬかものがたり（1949年、日本映画社）
- 足摺岬（1954年、北星）
- ここに泉あり（1955年、松竹）
- 裸女と拳銃（1957年、日活）
- 夜の配役（1959年、松竹）
- その壁を砕け（1959年、日活）
- あした晴れるか（1960年、日活） - 下田仁
- あいつと私（1961年、日活） - 円城寺
- 太陽と星（1962年、日活）
- アカシアの雨がやむとき（1963年、日活）
- 交換日記（1963年、日活）
- 姿なき拳銃魔（1964年、日活）
- 帝銀事件 死刑囚（1964年、日活）
- おんなの渦と淵と流れ（1964年、日活）
- この声なき叫び（1965年、松竹）
- 日本列島（1965年）
- 太陽が大好き（1966年、日活）
- あの試走車を狙え（1967年、大映）
- 燃える雲（1967年、日活）
- 黒部の太陽（1968年、石原プロ＝三船プロ＝日活） - 関西電力社長秘書・大橋
- 沖縄（1970年、製作上映委員会）
- つり人の詩（1978年、TCJ）
- 小説吉田学校（1983年4月9日、東宝）
- ギャッツビー ぼくらはこの夏ネクタイをする!（1990年、JHV）
- ミンボーの女（1992年、東宝）
- ekiden 駅伝（2000年、東映）
- 七人の弔（2005年、オフィス北野＝東京テアトル）

### テレビドラマ
- 遭難（1959年、KRテレビ）
- 松本清張シリーズ・黒い断層 「偶数」（1961年、TBS）
- お気に召すまま 第2話「水いらず」（1962年、NET）
- 大河ドラマ（NHK）
  - 花の生涯（1963年） - 中井六郎兵衛
  - 天と地と（1969年）
  - 勝海舟（1974年） - 笠原平四郎
  - 元禄太平記（1975年） - 安井彦右衛門
  - 風と雲と虹と（1976年） - 公卿
  - 花神（1977年） - 松根図書
  - 黄金の日日（1978年） - 長宗我部元親
  - 山河燃ゆ（1984年） - 大川周明
  - 独眼竜政宗（1987年） - 桑折点了斎 役
  - 翔ぶが如く（1990年） - 大原重徳 役
  - 花の乱（1994年） - 竹田昭慶 役
  - 北条時宗（2001年） - 浅川平八郎
  - 風林火山（2007年） - 大井宗芸
  - 平清盛（2012年） - 薬師
- 虹の設計（1964年、NHK）
- 青年同心隊 第4話「鬼の同心」（1964年、TBS）- 榊弥三郎
- 三匹の侍 第4シリーズ 第2話「血闘」（1966年、CX） - 羽村三郎次
- ザ・ガードマン 第327話「ショック! 雨の夜は死人が舞う」（1971年、TBS / 大映テレビ室）
- 細うで繁盛記（1971年、YTV） - 「山水館」の親戚
- 天下御免（1971年、NHK）
- 木枯し紋次郎 第6話「大江戸の夜を走れ」（1972年、CX / C.A.L） - 為吉
- 大江戸捜査網（12ch→TX / 日活→三船プロ）
  - 第75話「おふくろ慕情」（1972年） - 清水屋
  - 第96話「女賊・闇夜のお竜」（1973年） - 浪花屋
  - 第119話「大江戸残酷秘話」（1973年） - 熊木与四郎
  - 第136話「殺しを呼んだ御用金」（1974年） - 大海屋
  - 第155話「逆転 隠密同心!」（1974年） - 松尾主膳
  - 第191話「殺人依頼の謎」（1975年） - 良順
  - 第212話「暗殺計画 眼には眼を!!」（1975年） - 井上主水正
  - 第251話「用心棒の逆襲」（1976年） - 中田石翁　
  - 第265話「殺し屋と少年」（1976年） - 緒方源庵
  - 第270話「王将に秘めた疑惑」（1976年） - 佐久間藩家老
  - 第305話「十手に賭けた同心悲哀」（1977年） - 大和屋
  - 第335話「隠密変化! 謎の女」（1978年） - 立花監物
  - 第347話「海女が秘めた海底の罠」（1978年） - 野々宮監物
  - 第359話「哀しき盗っ人の恩返し」（1978年） - 渡海屋
  - 第377話「罪なき必死の逃亡者」（1979年） - 島造
  - 第392話「連続誘拐事件の謎」（1979年） - 沢田頼母
  - 第489話「おんな湯殺人事件」（1981年） - 出雲屋太吉
  - 第530話「秘伝七ヶ條を追う女武芸者」（1982年） - 河内屋政五郎
  - 第555話「女狩り 黒い十手の怨み節」（1982年） - 丸庄
- 荒野の素浪人（NET / 三船プロ）
  - 第40話「百人斬り 悪党の砦」（1972年）
  - 第57話「鳴動 竜神沼の奔流」（1973年） - 荒尾軍太夫 役
- 荒野の用心棒（NET / 三船プロ）
  - 第5話「風神峠に群狼を待ち伏せて…」（1973年） - 太田備中守
  - 第15話「賞金首に群狼が吠えて…」（1973年） - 牧野順庵
- 走れ! ケー100 第36話「ペテン師騒動」・第37話「機関車は魚のお家」（1973年、TBS / C.A.L） - 越前屋熊太郎
- 戦国ロック はぐれ牙 第9話「般若面の憎しみを断て」（1973年、CX / C.A.L） - 京極
- 特別機動捜査隊  (NET / 東映)
  - 第621話「日本刀を斬る」 (1973年） - 小山田
  - 第644話「悲しき女の宴」（1974年） - 栄田
  - 第742話「競馬人生」（1976年） - 高見沢
  - 第799話「娘の思春期」（1977年）  - 高坂教授
- 右門捕物帖 （NET / 東映）
  - 第15話 「殺しの株札」（1974年）
  - 第43話 「牡丹の刺青」（1975年）
- 破れ傘刀舟 悪人狩り（NET / 三船プロ）
  - 第64話「悪徳の勲章」（1975年） - 戸上主計頭
  - 第92話 「狙われた女」（1976年） - 伊勢屋利兵衛
  - 第130話「地獄の王将」（1977年） - 駒屋喜兵衛
- 長崎犯科帳 第24話「悪い奴らをあぶり出せ」（1975年、NTV / ユニオン映画） - 山城屋
- 徳川三国志 第12話「姫君町を走る!！」（1976年、NET / 東映） - 片桐出雲守
- 伝七捕物帳 日本テレビ版（1976年、NTV）
  - 第102話「十手目が王手」 - 大黒屋
  - 第132話「真夜中の白装束」 - 黒木屋 
    - テレビ朝日版 第6話「千鳥の女」（1979年、ANB / 国際放映） - 河内屋嘉兵衛
- 前略おふくろ様 第1シリーズ 第21話（1976年、NTV / 渡辺企画） - 斉田易断
- 男たちの旅路 第1部 第2話「路面電車」（1976年、NHK） - 今村支店長
- 子連れ狼 第3部 第9話「匹夫姦婦」（1976年、NTV / ユニオン映画） - 山路右近
- 夜明けの刑事（TBS / 大映テレビ）
  - 第68話「暴力亭主と別れる方法」（1976年） - ワールド生命・五反田支店長
  - 第86話「地上最強の空手 仕組まれた殺人のワナ」（1976年）
- 隠し目付参上 第11話「天一坊がまた出たか!?」（1976年、MBS / 三船プロ） - 酒井若狭守
- 俺たちの朝 第17話「チューとレポートと協力者たち」（1976年、NTV / 東宝） - 医師
- 明治の群像 海に火輪を 第10話「小村寿太郎」（1976年、NHK） - 鳩山和夫
- あかんたれ（1976年 - 1977年、THK）
- パパは独身（1976 - 1977年） - 牧村専務
- 少年ドラマシリーズ / 赤い月（1977年、NHK） - 篠田刑事
- 破れ奉行 第21話「暗黒街の白い罠」（1977年、テレビ朝日） - 野田屋
- 水戸黄門（TBS / C.A.L）
  - 第8部 第24話「裏切り武士道 -宇和島-」（1977年） - 岩屋甚助
  - 第14部
    - 第3話「姫様そっくり千両役者 -福島-」（1983年） - 大矢掃部
    - 第19話「悪を懲らした喧嘩友達 -会津-」（1984年） - 岩瀬将監

  - 第17部 第24話「殿と呼ばれた格之進 -明石-」（1988年） - 奥平将監
  - 第18部 第27話「妻が守った夫の武士道 -掛川-」（1989年） - 幸右衛門
  - 第19部 第2話「老公狙う大爆破 -岩城-」（1989年） - 平井甚左衛門
  - 第20部
    - 第26話「育ての親はだめ親父 -荻-」（1991年） - 坂高麗左衛門
    - 第38話「呑ん兵衛医者の秘密 -酒田-」（1991年） - 三国屋徳兵衛

  - 第21部 第15話「拾った赤子は若君様 -大洲-」（1992年） - 清兵衛
  - 第22部
    - 第4話「心の剣で悪を斬る -藤枝-」（1993年） - 伊豆屋
    - 第24話「助けた娘はお姫様 -姫路-」（1993年） - 安間真左衛門

  - 第23部
    - 第2話「育ての親は鷹師 -大宮-」（1994年） - 清兵衛
    - 第17話「娘涙の仇討悲願 -津山-」（1994年） - 鳥沢清兵衛

  - 第24部 第30話「欲望渦巻くお留山 -秋田-」（1996年） - 金森内膳
  - 第26部 第21話「間違えられた縁談話 -福知山-」（1998年） - 松岡千太夫
  - 第28部 第6話「父子で描く名人芸 -掛川-」（2000年） - 野上彦左衛門
  - 第33部 第13話「甘ったれ若旦那に渇! -出雲-」（2004年） - 日下茲靖
- 日本の戦後 第9話「老兵は死なず マッカーサー解任」・第10話「オペラハウスの日章旗」（1977年、NHK） - 増田甲子七
- 松本清張シリーズ・最後の自画像（1977年、NHK） - 元木営業部長
- 達磨大助事件帳 第22話「御金蔵破りの謎」（1978年、ANB / 前進座 / 国際放映） - 岩崎要
- 道 (テレビドラマ)（1978年） ‐ 八田弁護士
- 新幹線公安官（ANB / 東映）
  - 第2シリーズ 第5話「乗り入れた分岐点」（1978年） - メザックマルイ東田店 店長
  - 第2シリーズ 第17話「非情の捜査線」（1978年） - 沢井物産社長
- 続あかんたれ（1978年、THK） - 達磨堂社長
- 白い巨塔（1978年、CX） - 一丸直文
- 恐竜戦隊コセイドン 第41話「人間大砲コセイダー発進せよ」（1979年、12ch） - キシダ・ゴウノスケ 
  - 江戸を斬るIV  第15話「父上はお見合い中」（1979年、TBS / C.A.L） - 和泉屋
- 新五捕物帳 第66話「泥まみれの青春」（1979年、NTV / ユニオン映画） - 八幡屋佐兵衛
- 日本巌窟王（1979年） - 阿部忠秋
- 西部警察（ANB / 石原プロ） - 二宮武士捜査係長 
  - PART1（1979年 - 1982年）
  - PART-II（1982年、第14話まで）
- 関ヶ原（1981年、TBS） - 前田玄以
- ザ・ハングマン 燃える事件簿 第13話「女ハングマン暁に死す」（1981年、ABC / 松竹芸能） - 坂本弁護士
- Gメン'82 第7話「指の無いサンタクロース」（1982年、TBS / 近藤照男プロ） - 加賀美検事
- 噂の刑事トミーとマツII 第42話「もう嫌だ! コンビ解消独立します」（1982年、TBS / 大映テレビ）
- 月曜ドラマランド / あんみつ姫（1983年、CX）
- 松本清張のゼロの焦点（1983年、TBS） - 仲人
- 特捜最前線 第343話「汚職官僚の妻!」（1983年、ANB / 東映） - 小杉弁護士
- 新・大江戸捜査網 第15話「決闘! 会津急ぎ旅」（1984年、TX / ヴァンフィル） - 西條頼母
- 銀河テレビ小説（NHK）
  - 迷惑かけてありがとう（1984年） - 医師
- 新・事件 断崖の眺め（1984年、NHK） - 八木医師
- 脱兎のごとく 岡倉天心（1984年、NHK） - 曽根
- 真田太平記（1985年、NHK） - 金井権之助
- 刑事物語'85 第11話「身ごもった死体」（1985年、NTV / ユニオン映画）
- 太陽にほえろ! 第669話「刑事にだって秘密はある!」（1985年、NTV / 東宝） - 部長
- おさんの恋（1985年10月12日、NHK） - 新五郎
- 私鉄沿線97分署 第70話「御近所アンタッチャブル!」（1986年、ANB / 国際放映） - 国河原源吉
- ライスカレー（1986年、CX）
- スケバン刑事II 少女鉄仮面伝説 第39話「天と地が鳴り合う時、鉄仮面が動き出す」（1986年、CX / 東映）
- あによめ（1986年、THK）
- 西田敏行の泣いてたまるか 第11話「犬ちゃん恋におちて」（1987年、TBS / 国際放映、東阪企画）
- あぶない刑事 第32話「迷路」（1987年、NTV / セントラル・アーツ） - 間杉
- 三匹が斬る! 第3話「仇討ちの 乙女も愛でよ 秋花火」（1987年、ANB / 東映） - 兵藤左馬亮
- 土曜ワイド劇場（ANB）
  - 名探偵金田一耕助 三つ首塔 妖しく燃える女相続人の華麗な戦い（1988年）
  - 同居人カップルの殺人推理旅行 死を呼ぶダイエット（2003年） - 勝野
  - 鉄道捜査官 津和野トンネル殺人!（2003年） - 多田源吉
- 大岡越前（TBS / C.A.L）
  - 第10部 第21話「狙われた赤ん坊」（1988年） - 津川十内
  - 第12部 第14話「姫様の好物ふかし藷」（1992年） - 鳴海新左衛門
  - 第13部 第14話「辻斬りは三葉葵の紋所」（1993年） - 新井白石
  - 第15部 第11話「さまよう老人」（1998年） - 松造
- 華の別れ（1989年、THK） - 山形専務
- 教師びんびん物語II（1989年、CX / 東宝） - 島津響子の実家の召使
- 続・三匹が斬る! 第10話「浜千鳥、幻の父恋し オルゴール」（1989年、ANB / 東映） - 前島源左衛門
- 暴れん坊将軍III（ANB / 東映）
  - 第77話「おんな盗賊、狙われた名奉行」（1989年） - 閻魔の藤兵衛
  - 第105話「惚れて深川 あゝ八千両」（1990年） - 樽屋仁右衛門
- 白い巨塔（1990年、ANB） - 大阪高裁の裁判長
- 続続・三匹が斬る! 第10話「怪盗ムツゴロウ、祭囃子を 聞いて死ね!」（1990年、ANB / 東映） - 大黒屋伊ヱ門 役
- 世にも奇妙な物語（CX / 共同テレビ）
  - 「絶対イヤ!」（1990年）
  - 「タイム・スクーター」（1991年）
  - 「整理癖」（1991年）
  - 「銃男」（2000年） - 桑田社長
- 大型時代劇スペシャル 大激闘! 四匹の用心棒（1990年、テレビ朝日 / 東映） - 土田茂左衛門
- 女無宿人 半身のお紺 第3話「お紺まいります」（1991年、TX） - 宗助
- 愛という名のもとに 第1話「青春の絆」（1992年、CX） - 上園代議士
- 徳川無頼帳 第6話「花吹雪、吉原心中」（1992年、TX）
- 君のためにできること（1992年、CX）
- 新・三匹が斬る! 第8話「密造酒、飲んで飲まれて 大作戦」（1992年、ANB / 東映） - 太吉爺
- 愛という名のもとに 第1話「青春の絆」（1992年、CX）
- 約束の夏（1992年、THK） - 山之内専務
- 清左衛門残日録（1993年） - 金橋弥太夫
- ジェラシー（1993年、NTV） - 早川常務
- じゃじゃ馬ならし 第4話（1993年、CX） - 福山頭取
- 火曜サスペンス劇場 / 松本清張スペシャル 影の地帯（1993年、NTV） - 三木
- ダブル・キッチン 第5話「おやじ最後の日」（1993年、TBS） - 小松沢社長（入院患者）
- 裸の大将 第71話「清のファインプレー」（1995年、KTV / 東阪企画） - 商工会議所 小沢
- 家なき子2（1995年、NTV）
- 愛と罪と（1995年） ‐ 後藤頭取
- 月曜ドラマスペシャル（TBS）
  - ハロー張りネズミ（1996年） - 北村
  - 森村誠一サスペンスシリーズ 迷路（1997年）
- 花王愛の劇場 / さしすせそ!?（1997年、TBS）
- 燃えろ!!ロボコン 第7話「怒りの6才 決意の家出」（1999年、ANB / 東映） - 江崎秀雄
- おはなしのくに（1999年、ETV）
- 美味しんぼ5 究極vs至高 最後の対決!?（1999年、フジテレビ）
- 寺内貫太郎一家2000 （2000年、TBS） - 石橋
- あなたの人生お運びします 第2話「ピンチこそチャンスだ!!」（2003年、TBS）
- TRICK3第3話「新展開! …絶対死なない老人ホームの謎」（2003年、EX） ‐ 岡田祥三
- ねばる女（2004年） - 根本豊吉
- のだめカンタービレ（2006年、CX） - 飛行機の中で亡くなる老人
- 金曜プレステージ / 松本清張スペシャル 殺人行おくのほそ道（2007年、CX） - 長老
- セクシーボイスアンドロボ（2007年） - 林源太郎
- 33分探偵 第6話「呪われた俳句の村 殺人事件」（2008年、CX / アットムービー） - 喜二郎老人
- コード・ブルー -ドクターヘリ緊急救命-（2008年、CX） - 滝川の俳句仲間
- 特上カバチ!! 第6話「この仕事で生き抜く覚悟!!」（2010年、TBS） - 医師
- 獣医ドリトル 第5話（2010年、TBS） - ルミの祖父
- ドラマ特別企画 / 終着駅〜トワイライトエクスプレスの恋（2012年、TBS）
- Woman 第1話（2013年、NTV） - コンビニの老人
- 紙の月 第3話（2014年1月21日、NHK） - 大口顧客の老人

### 吹き替え
- 刑事コロンボ 闘牛士の栄光（ルイス・モントーヤ：リカルド・モンタルバン）
- 世界まるごとHOWマッチ　※出題VTRでの外人

### その他の番組
- おはなしのくに（NHK教育）
- 地球侵略!ダバダバ大戦（2011年、CX）
- スペシャリティ紀行「皿の上の物語」(ナレーター)
- 開運!なんでも鑑定団（2013年2月5日・TX）

### CM
- エプソン「HC-20」
- ライフカード（1982年）
- 小林製薬「ポリデント」（1986年）
- 聖教新聞

## 著書
- 『おおいそぎの春』（1971年、フレーベル館）
- 『明治戊辰かく戦えり』（1988年、風濤社）